# Kiva (arquitectura)

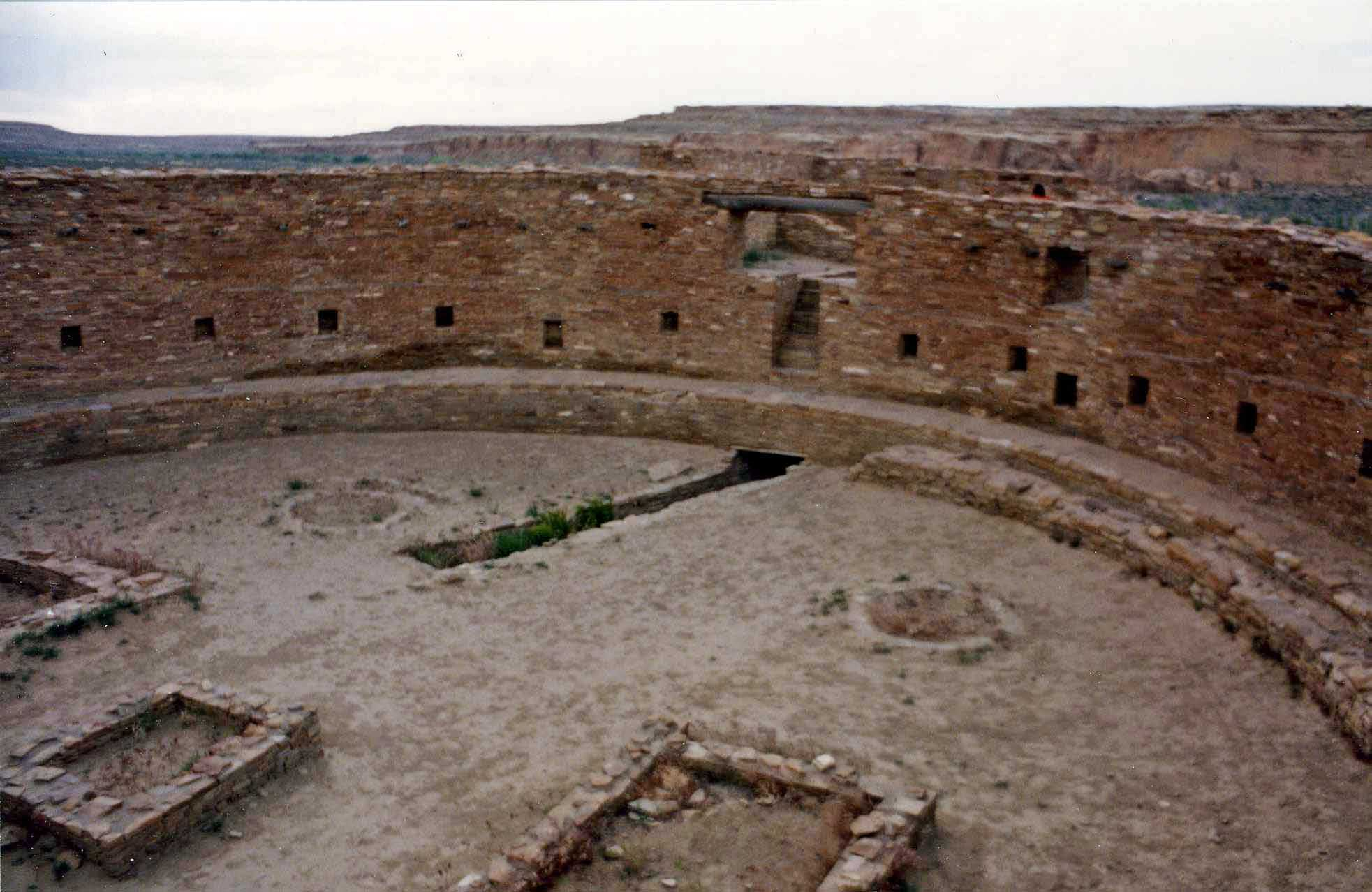
Una gran kiva a Chaco Canyon (Nou Mèxic)

Una kiva és una habitació circular excavada a terra i recoberta d'un sostre. En part sota el nivell del sòl, s'hi baixava per una escaleta per practicar-hi el culte o reunir-hi el consell del poble. Al centre, s'hi encenia una foguera i el fum s'escapava per un tub de ventilació amb deflector. Les kives més grans podien contenir uns quants centenars de persones assegudes en tamborets de pedra.
A les kives, es realitzen les festes religioses reservades als anasazis, hopi i indis pueblo, relacionades amb els cicles agrícoles. Les grans kives del Chaco Canyon tenien un diàmetre de 18 metres i estaven subdividides en parts segons els punts cardinals.